# مركز الحزم (وادي الدواسر)
الحزم أحد مراكز محافظة وادي الدواسر في منطقة الرياض في المملكة العربية السعودية وتقع على الطريق السياحي السريع الذي يربط العاصمة الرياض بمنطقة عسير السياحية، كم انه يقع في قلب المحافظة يظم العديد من الدوائر الحكومية أهمها المحافظة 
والبلدية والشرطة والمرور والجوازات ومكتب العمل ومكتب المالية ومكتب التعليم والجامعات.

## الموقع
يبعد عن الرياض 650 كلم كم موقعها مميز بين الدوائر الحكومية  و جنوب من الخماسين  وغرب من الولامين وشمال من [المقطر] وشرق من لدام الرجبان

## المناخ
المناخ بالحزم قاري حار صيفا، بارد شتاء بشكل عام ودرجة الحرارة تبلغ حدها الأقصى 45 درجة مئوية وحدها الأدنى 5درجات وأحيانا تحت الصفر ويبلغ متوسط درجة الحرارة 29 درجة ومعدل هطول الأمطار يبلغ 50 ملم ومعدل الرطوبة 16 %.إلا أن كثرة المسطحات الخضراء من المزارع حول المدينة تخفض من درجات الحرارة صيفا.